# Иванов, Василий Митрофанович
Иванов Василий Митрофанович (18 августа 1920, Быстрый Исток, Алтайский край — 13 августа 1976, Киев) — лётчик-ас, командир звена 427-го истребительного авиационного полка 294-й истребительной авиационной дивизии 4-го истребительного авиационного корпуса 5-й воздушной армии Степного фронта, младший лейтенант, Герой Советского Союза.

## Биография
Родился 18 августа 1920 года в селе Быстрый Исток ныне Алтайского края в семье рабочего. После смерти родителей воспитывался в барнаульском детском доме, затем в трудовой коммуне № 2 в Томске. Окончил восемь классов, аэроклуб. Работал инструктором планерного спорта.
В 1940 году призван в ряды Красной армии. В 1941 году окончил Тбилисскую военно-авиационную школу пилотов. В 1942 году — Армавирскую военно-авиационную школу пилотов. В боях Великой Отечественной войны с октября 1942 года. Член ВКП(б)/КПСС с 1943 года.
Будучи командиром звена 427-го истребительного авиационного полка в звании младшего лейтенанта к сентябрю 1943 года совершил 101 боевой вылет, в 38 воздушных боях сбил 13 самолётов противника.
Указом Президиума Верховного Совета СССР «О присвоении звания Героя Советского Союза офицерскому составу военно-воздушных сил Красной Армии» от 4 февраля 1944 года за «образцовое выполнение боевых заданий командования на фронте борьбы с немецкими захватчиками и проявленные при этом отвагу и геройство» удостоен звания Героя Советского Союза с вручением ордена Ленина и медали «Золотая Звезда» (№ 1474).
В феврале 1944 года был тяжело ранен, в госпитале ему была ампутирована нога. В тому времени выполнил около 200 боевых вылетов, в воздушных боях сбил 18 самолётов противника лично и 3 в составе пары.
В 1945 году вышел в запас в звании капитана. Работал директором фабрики. Жил в Киеве. Скончался 13 августа 1976 года. Похоронен в Киеве на Лукьяновском военном кладбище.

## Награды
Награждён орденом Ленина, двумя орденами Красного Знамени, медалями.